# Џером Симор Брунер
Џером Симор Брунер (енгл. Jerome Seymour Bruner; Њујорк, 1. октобар 1915 — 5. јун 2016) биo је амерички психолог, зачетник конструктивизма, који је допринео развоју когнитивне психологије и психологије учења.
Брунер истиче да подучавање треба да буде засновано на искуствима, контекстима и могућностима у којима ученици желе да уче, на основу претходно стеченог знања, чиме се попуњавају празнине у ономе што је претходно стечено.
Брунер је проширио коцепт Жана Пијажеа сугеришући да на когнитивни процес утичу три начина преко којих представљамо свет који нас окружује:
- проактивни начин који укључује представљање нечега акцијом или демонстрирањем,
- иконографски начин преко визуелних и менталних слика,
- симболички начин, односно преко језика и говора.

Брунер такође сматра да је учење откривањем начин на који ученици у самосталним активностима откривају основна правила и принципе, а наставник треба да креира проблемску ситуацију која подстиче ученике да питају, истражују, експериментишу... Овакво учење назива „учење вођено откривањем“ (енгл. guided discovery learning), у коме наставник даје упутства, односно интервенише у процесу стицања знања, али и наглашава да овакав начин учења није подесан у свакој ситуацији.
Брунер је старији истраживач у Школи за право Универзитета у Њујорку (САД).

## Дела
- Студија о размишљању (A Study of Thinking) (1956),
- Процеси когнитивног развоја (Processes of Cognitive Growth) (1968),
- Између датих информација(Beyond the Information Given)(1973),
- Дечји говор(Child's Talk) (1983).
- Култура образовања (The Culture of Education)(1996).